# Trường Trung học phổ thông chuyên Toán và Khoa học NUS

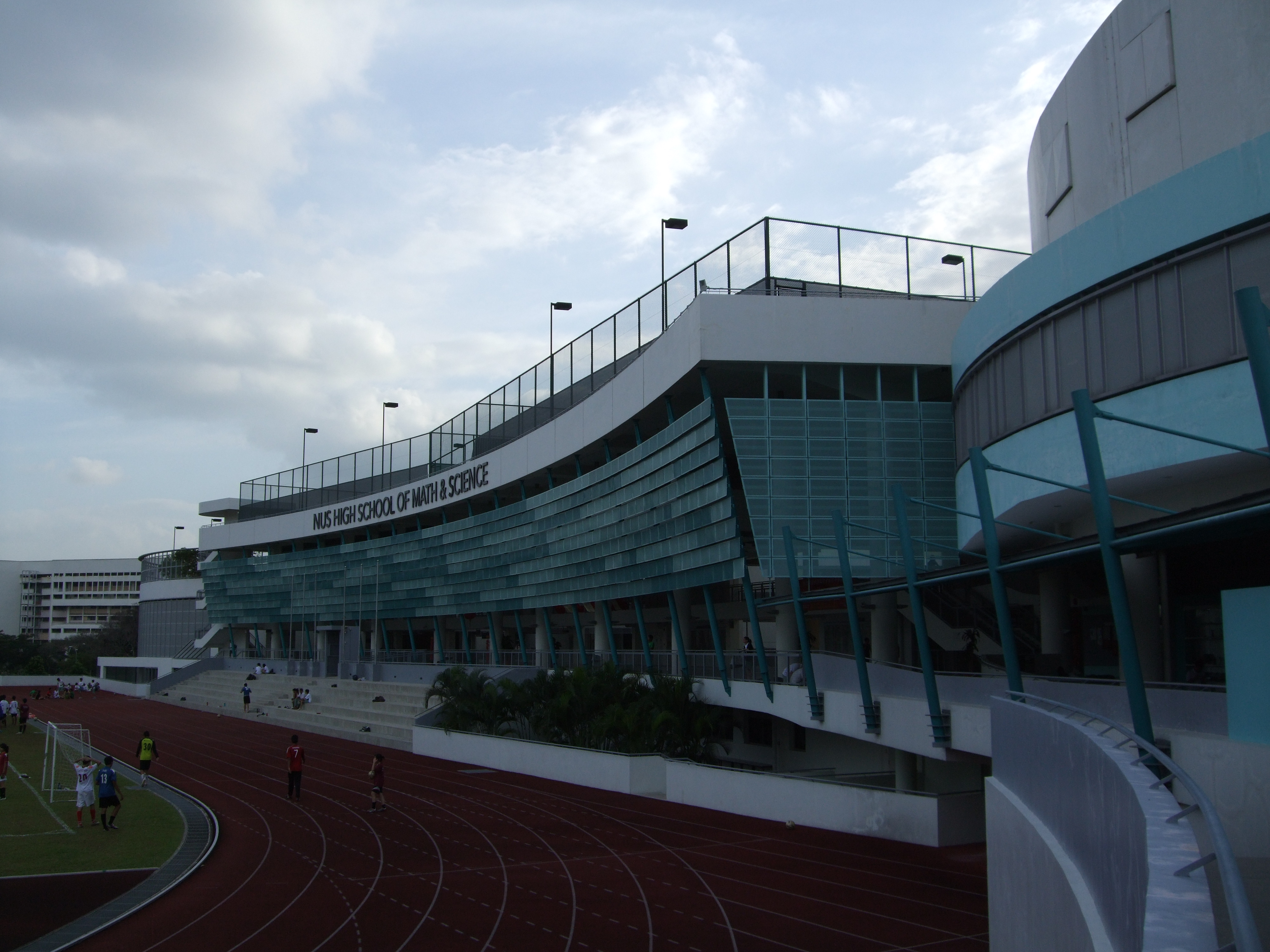
Trường Trung học phổ thông Chuyên Toán và Khoa học NUS

Trường Trung học phổ thông Chuyên Toán và Khoa học NUS (tiếng Anh: NUS High school of Mathematics and Science) là một trường trung học phổ thông tập trung giảng dạy toán và khoa học cho các học sinh năng khiếu trực thuộc Đại học Quốc gia Singapore (National University of Singapore - NUS). Được thành lập năm 2005, ngôi trường được xây dựng để với mục tiêu đào tạo các học sinh có năng khiếu về khoa học, chuẩn bị nguồn cho các trường đại học của Singapore.
Với chương trình học bổng A*Star của chính phủ Singapore, Trường THPT chuyên Toán và Khoa học NUS cũng tiến hành tuyển sinh tại Việt Nam tại một số trường THPT được chỉ định bao gồm: Trường Trung học Phổ thông Chuyên, Đại học Sư phạm Hà Nội, Trường THPT Dân lập Lương Thế Vinh, Trường THCS Archimedes Academy, Trường THPT Thăng Long (Hà Nội), THPT chuyên Lê Hồng Phong (Tp. Hồ Chí Minh) và Trường Phổ thông Năng khiếu, Đại học Quốc gia Thành phố Hồ Chí Minh (Tp Hồ Chí Minh). Học sinh tham dự chương trình này phải đang học lớp 9, lớp 10 hoặc lớp 11.